# Козак, Андраш
А́ндраш Ко́зак (венг. Kozák András; 23 февраля 1943, Гававенчеллё, Венгрия — 24 февраля 2005, Будапешт, Венгрия) — венгерский актёр театра, кино и телевидения.

## Биография
В 1965 году окончил Высшую школу театра и кино. Начинал артистическую карьеру в театре города Сольнок. Но уже с 1966 года — в штате столичного театра Талия. В кино дебютировал в 1961 году (Будапештские крыши). Был одним из популярных венгерских актёров 1960-х — 1970-х годов. Снимался у ведущих кинорежиссёров Венгрии: Миклоша Янчо, Андраша Ковача, Иштвана Сабо, Иштвана Гааля, Ференца Коши, и других.
Был женат на венгерской актрисе Андреа Драхота (венг. Andrea Drahota), их дети — дочь Агнеш и сын Денеш.

## Избранная фильмография
- 1961 — Будапештские крыши / Pesti háztetök — Балаж
- 1964 — В стремнине / Sodrásban — Луя
- 1964 — Так я пришел / Így jöttem — A fiú
- 1965 — Без надежды / Szegénylegények — Кабаи мл.
- 1965 — Десять тысяч дней / Tízezer nap — Иштван Селеш мл.
- 1966 — Отец / Apa —
- 1967 — Перстень с русалкой / Sellö a pecsétgyürün I — доктор Эндрёди
- 1967 — Вмешивается мумия / A múmia közbeszól —
- 1967 — Звёзды и солдаты / Csillagosok, katonák — Ласло
- 1967 — Прошедший день / Eltávozott nap — Габор
- 1968 — Светлые ветры / Fényes szelek — Андраш Козма
- 1968 — Тишина и крик / Csend és kiáltás — Иштван
- 1969 — Адская пристань / Pokolrév — Бела Шидо
- 1969 — Сирокко / Sirokkó — Фаркаш
- 1970 — Лицо / Arc — Andi fivére
- 1970 — Умеренный пояс / Mérsékelt égöv — доктор Андраш Кирай
- 1971 — Агнец божий / Égi bárány — A vitézkötéses
- 1973 — Ричард III / 3. Richárd — Henry, Earl of Richmond (ТВ, по Шекспиру)
- 1974 — Сыновья огня / Szarvassá vált fiúk — Марко
- 1974 — С завязанными глазами / Bekötött szemmel — Каплан
- 1975 — Где вы, Дерине? / Déryné hol van? — Ifjú gróf
- 1976 — Псевдоним: Лукач / — Мате Залка
- 1976 — Эпидемия / A járvány — доктор Балаш
- 1979 — Вишнёвый сад / Cseresznyéskert —  (ТВ, по А. П. Чехову)
- 1980 — Гулливер / Gulliver az óriások országában — Гулливер (ТВ)
- 1980 — Матч / A mérközés — Балинт Балла
- 1984 — Торквато Тассо / Torquato Tasso — Антонио Монтекатино, статс-секретарь (ТВ)
- 1987 — Крейцерова соната / Kreutzer szonáta — Позднишев (ТВ, по Л. Н. Толстому)
- 1989 — Гороскоп Иисуса Христа / Jézus Krisztus horoszkópja — инспектор
- 1992 — Вальс «Голубой Дунай» / Kék Duna keringő — начальник службы безопасности

## Награды

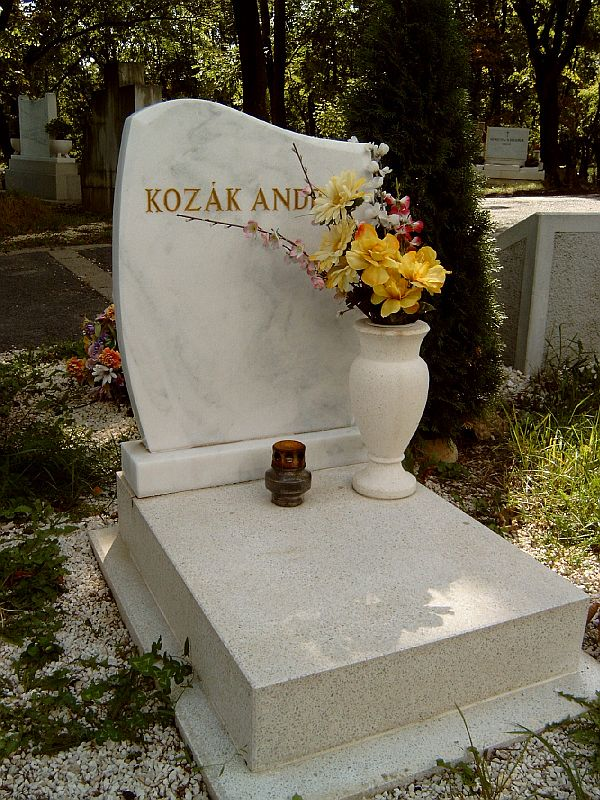
Могила Андраша Козака на кладбище Фаркашрети в Будапеште

- 1971 — Премия имени Мари Ясаи
- 1978 — Премия имени Мари Ясаи
- 1981 — Заслуженный артист ВНР
- 1990 — Народный артист ВНР
- 1996 — Премия имени Кошута